# B☆B☆Q
『B☆B☆Q』（バーベキュー）はTUBE26作目のオリジナル・アルバム。2006年7月12日にSony Music Associated Recordsから発売された。

## 概要
前作『TUBE』から1年ぶりのアルバム。初回生産限定盤は応募券付。
本作より再びTUBE単独プロデュースとなりSpecial ThanksにKANONJI名義ではなく長戸大幸が表記されている。
「みんなのうみ」はTUBEによる再編曲としてリアレンジされ、ボーナス・トラックとして収録された。ちなみシングル版の編曲は服部隆之。
2曲目収録「サンキュー」は金本浩二が2006年のG1 CLIMAX出場時に入場曲として使用した。
恒例の野外ライブツアー「TUBE LIVE AROUND SPECIAL 2006 B☆B☆Q」が、ポートメッセなごや、横浜スタジアム、阪神甲子園球場の3か所で開催された。

## 収録曲
| 全編曲: TUBE。 |                                                 |                  |                    |       |
| #              | タイトル                                        | 作詞             | 作曲               | 時間  |
| 1.             | 「B☆B☆Q」                                       | 前田亘輝         | 春畑道哉           | 4:56  |
| 2.             | 「サンキュー」                                  | 前田亘輝         | 春畑道哉           | 4:22  |
| 3.             | 「チェリー」                                    | 前田亘輝         | 春畑道哉           | 4:15  |
| 4.             | 「彼女は夏のデザート」                          | 前田亘輝         | 春畑道哉           | 4:03  |
| 5.             | 「みんなガンバレ」                              | 前田亘輝         | 春畑道哉           | 4:35  |
| 6.             | 「ひだまり」                                    | 前田亘輝         | 春畑道哉           | 4:09  |
| 7.             | 「Ding! Dong! Dang!」                           | 前田亘輝         | 春畑道哉           | 4:33  |
| 8.             | 「波のバカヤロー」                              | 前田亘輝         | 春畑道哉           | 3:59  |
| 9.             | 「波乗りグッとチョイス」                        | 松本玲二         | 春畑道哉           | 2:51  |
| 10.            | 「Your Home Town」                              | 前田亘輝         | 春畑道哉           | 3:46  |
| 11.            | 「Bad Beach Quest」                             | 前田亘輝         | 春畑道哉           | 5:35  |
| 12.            | 「みんなのうみ 〜album version〜」(Bonus Track) | 林柳波、前田亘輝 | 井上武士、春畑道哉 | 4:29  |
| 合計時間:      | 合計時間:                                       | 合計時間:        | 合計時間:          | 51:33 |

## タイアップ
Ding! Dong! Dang!
- 46thシングル。東宝配給映画『劇場版 NARUTO -ナルト- 大激突!幻の地底遺跡だってばよ』主題歌。

みんなのうみ 〜album version〜
- 47thシングル。NHK「みんなのうた」2006年6～7月度

## レコーディング参加
- 前田亘輝：Vocal & Background Vocals
- 春畑道哉：Guitars & Background Vocals
- 角野秀行：Bass, Blues Harp & Background Vocals
- 松本玲二：Drums, Percussion & Background Vocals
- 小野塚晃 (DIMENSION)：Piano, Rhodes, Hammond B-3 (#1.4.11)
- 勝田一樹 (DIMENSION)
  - Sax (#4.7.11)
  - Horn Arrangement (#4)
- 佐々木史郎、澤野博敬：Trumpet (#4.11)
- 野村裕幸
  - Trombone (#4.11)
  - Horn Arrangement (#11)
- Bloodest Saxophone (#9) 
  - Coh：Trombone
  - 甲田伸太郎：Tenor Sax
  - 押川幸正：Baritone Sax
- 玉木正昭：Percussion (#1.2.4.10)
- 中西康晴：Piano (Bonus Track)
- 伊藤一義：Background Vocals & Voice (#7.9)
- 佐藤晶：Background Vocals (#2.3.Bonus Track)
- 佐々木美和：Background Vocals (#4)
- 高島信二：Background Vocals (#1.2.3.5.8.11)
- Ikki-tai：Background Vocals (#5.Bonus Track)